# Heterobranchia
Los heterobranquios (Heterobranchia) son un superorden de moluscos gasterópodos establecido recientemente (G. Haszprunar, 1985).  Autores anteriores, como J.E. Gray (1840), colocaron a los heterobranquios en la frontera entre los Opisthobranchia y los Pulmonata en un lado, y el resto de los gasterópodos por otro.
Solamente la similitud en la estructura de las agallas los hacen elegibles como miembros, a pesar de todas las otras diferencias.
El orden Heterostropha es primariamente caracterizado por su heterotrófico protoconcha (las espirales apicales están opuestas en las espirales adultas).
Los cuerpos de los Opisthobranchia han soportado detorsión. Están esencialmente involucionados en una simetría bilateral de sus ancestros.
La cavidad en manto de los Pulmonata se ha modificado en un órgano de respiración de aire.  También se caracterizan por una  detorsión y un sistema nervioso concentrado simétrico.  Usualmente les faltan  opérculos,  y son hermafroditas.  Este orden tiene muchos caracoles terrestres, babosas y caracoles de río.

## Taxonomía
Superorden Heterobranchia J.E. Gray, 1840
- Orden Heterostropha P. Fischer, 1885 (a veces Allogastropoda Haszprunar, 1985)
  - Superfamilia Architectonicoidea J.E. Gray, 1840
  - Superfamilia Nerineoidea Zittel, 1873 (fósil)
  - Superfamilia Omalogyroidea G.O. Sars, 1878
  - Superfamilia Pyramidelloidea J.E. Gray, 1840
  - Superfamilia Rissoelloidea J.E. Gray, 1850
  - Superfamilia Valvatoidea J.E. Gray, 1840
- Orden Opisthobranchia Milne-Edwards, 1848
  - Suborden Cephalaspidea P. Fischer, 1883 (headshield slugs)
    - Superfamilia Acteonoidea D'Orbigny, 1835
    - Superfamilia Bulloidea Lamarck, 1801
    - Superfamilia Cylindrobulloidea Thiele, 1931 (quizá en Sacoglossa)
    - Superfamilia Diaphanoidea Odhner, 1914
    - Superfamilia Haminoeoidea Pilsbry, 1895
    - Superfamilia Philinoidea J.E. Gray, 1850
    - Superfamilia Ringiculoidea Philippi, 1853

  - Suborden Sacoglossa Von Ihering, 1876 (sap-suckling slugs)
    - Superfamilia Oxynooidea H. Adams & A. Adams, 1854

  - Suborden Anaspidea P. Fischer, 1883 (sea hares) 
    - Superfamilia Akeroidea Pilsbry, 1893
    - Superfamilia Aplysioidea Lamarck, 1809

  - Suborden Notaspidea P. Fischer, 1883 (sidegill slugs)
    - Superfamilia Tylodinoidea J.E. Gray, 1847
    - Superfamilia Pleurobranchoidea Férussac, 1822

  - Suborden Thecosomata de Blainville, 1824 (mariposas de mar) 
    - Infraorden Euthecosomata
      - Superfamilia Limacinoidea
      - Superfamilia Cavolinioidea

    - Infraorden Pseudothecosomata
      - Superfamilia Peraclidoidea
      - Superfamilia Cymbulioidea

  - Suborden Gymnosomata de Blainville, 1824 (sea angels) 
    - Familia Clionidae Rafinesque, 1815
    - Familia Cliopsidae Costa, 1873
    - Familia Hydromylidae Pruvot-Fol, 1942
    - Familia Laginiopsidae Pruvot-Fol, 1922
    - Familia Notobranchaeidae Pelseneer, 1886
    - Familia Pneumodermatidae Latreille, 1825
    - Familia Thliptodontidae Kwietniewski, 1910

  - Suborden Nudibranchia e Blainville, 1814 (nudibranchs, true sea slugs)
    - Infraorden Anthobranchia Férussac, 1819
      - Superfamilia Doridoidea Rafinesque, 1815
      - Superfamilia Doridoxoidea Bergh, 1900
      - Superfamilia Onchidoridoidea Alder & Hancock, 1845
      - Superfamilia Polyceroidea Alder & Hancock, 1845

    - Infraorden Cladobranchia Willan & Morton, 1984
      - Superfamilia Dendronotoidea Allman, 1845
      - Superfamilia Arminoidea Rafinesque, 1814
      - Superfamilia Metarminoidea Odhner in  Franc, 1968
      - Superfamilia Aeolidioidea J.E. Gray, 1827
- Orden Pulmonata Cuvier en Blainville, 1814 (pulmonares) 
  - Suborden Systellommatophora Pilsbry, 1948
    - Superfamilia Onchidioidea Rafinesque, 1815
    - Superfamilia Otinoidea H. Adams & A. Adams, 1855
    - Superfamilia Rathouisioidea Sarasin, 1889

  - Suborden Basommatophora Keferstein in Bronn, 1864 (freshwater pulmonates, caracoles de pantano) 
    - Superfamilia Acroloxoidea Thiele, 1931
    - Superfamilia Amphiboloidea J.E. Gray, 1840
    - Superfamilia Chilinoidea H. Adams & A. Adams, 1855
    - Superfamilia Glacidorboidea Ponder, 1986
    - Superfamilia Lymnaeoidea Rafinesque, 1815
    - Superfamilia Planorboidea Rafinesque, 1815
    - Superfamilia Siphonarioidea J.E. Gray, 1840

  - Suborden Eupulmonata Haszprunar & Huber, 1990
    - Infraorden Acteophila (Dall, 1885 (formalmente Archaeopulmonata) 
      - Superfamilia Melampoidea Stimpson, 1851***Infraorden Trimusculiformes Minichev & Starobogatov, 1975

    - Infraorden Stylommatophora A. Schmidt, 1856 (caracoles terrestres) 
      - Subinfraorden Orthurethra
        - Superfamilia Achatinelloidea Gulick, 1873
        - Superfamilia Cochlicopoidea Pilsbry, 1900
        - Superfamilia Partuloidea Pilsbry, 1900
        - Superfamilia Pupilloidea Turton, 1831

      - Subinfraorden Sigmurethra
        - Superfamilia Acavoidea Pilsbry, 1895
        - Superfamilia Achatinoidea Swainson, 1840
        - Superfamilia Aillyoidea Baker, 1960
        - Superfamilia Arionoidea J.E. Gray in Turnton, 1840
        - Superfamilia Buliminoidea Clessin, 1879
        - Superfamilia Camaenoidea Pilsbry, 1895
        - Superfamilia Clausilioidea Mörch, 1864
        - Superfamilia Dyakioidea Gude & Woodward, 1921
        - Superfamilia Gastrodontoidea Tryon, 1866
        - Superfamilia Helicoidea Rafinesque, 1815
        - Superfamilia Helixarionoidea Bourguignat, 1877
        - Superfamilia Limacoidea Rafinesque, 1815
        - Superfamilia Oleacinoidea H. Adams & A. Adams, 1855
        - Superfamilia Orthalicoidea Albers-Martens, 1860
        - Superfamilia Plectopylidoidea Moellendorf, 1900
        - Superfamilia Polygyroidea Pilsbry, 1894
        - Superfamilia Punctoidea Morse, 1864
        - Superfamilia Rhytidoidea Pilsbry, 1893
        - Superfamilia Sagdidoidea Pilsbry, 1895
        - Superfamilia Staffordioidea Thiele, 1931
        - Superfamilia Streptaxoidea J.E. Gray, 1806
        - Superfamilia Strophocheiloidea Thiele, 1926
        - Superfamilia Trigonochlamydoidea Hese, 1882
        - Superfamilia Zonitoidea Mörch, 1864
        - ? Superfamilia Athoracophoroidea P. Fischer, 1883 (=  Tracheopulmonata)
        - ? Superfamilia Succineoidea Beck, 1837 (=  Heterurethra)